# Pelochelys
Genre
Pelochelys est un genre de tortues de la famille des Trionychidae.

## Répartition
Les trois espèces de ce genre se rencontrent en Asie et en Océanie.

## Liste des espèces
Selon TFTSG (30 juin 2011) :
- Pelochelys bibroni (Owen, 1853)
- Pelochelys cantorii Gray, 1864
- Pelochelys signifera Webb, 2003

Une autre espèce de ce genre, Pelochelys maculatus, est considérée comme synonyme de Rafetus swinhoei et n'apparaît donc plus dans ce genre.

## Publication originale
- Gray, 1864 : Revision of the species of Trionychidae found in Asia and Africa, with the descriptions of some new species. Proceedings of the Zoological Society of London, vol. 1864, p. 76–98 (texte intégral).